# Heini Otto
Heini Otto (Amsterdam, 24 agosto 1954) è un allenatore di calcio ed ex calciatore olandese, di ruolo centrocampista, allenatore coordinazione dell’Ajax.

## Palmarès

### Giocatore

#### Competizioni nazionali
- Eerste Divisie: 1

Den Haag: 1985-1986